# Samsung Galaxy S6 Active
Samsung Galaxy S6 Active (стилизованный под SΛMSUNG Galaxy S6 active) - Android - смартфон производства Samsung Electronics. В Соединенных Штатах он был доступен только в сети AT&T. Будучи вариантом Samsung Galaxy S6, S6 Active имеет схожие технические характеристики, но также отличается водонепроницаемостью, ударопрочностью и пылезащитой, разработанной на основе спецификаций IP68, а также более прочным дизайном и физическими кнопками навигации вместо сенсорных датчиков; он был выпущен 12 июня 2015 года.

## Релиз
S6 Active был впервые выпущен в США компанией AT&T 12 июня 2015 года в сером, синем и белом цветах; его модельный номер - SM-G890A..

## Технические характеристики
S6 Active унаследовал большинство своих аппаратных компонентов от Galaxy S6, включая идентичный восьмиядерный процессор, 3 ГБ оперативной памяти и 5,1-дюймовый дисплей. Он использует тот же тип дисплея, что и S6, и оснащен 16-мегапиксельной камерой. Его аппаратный дизайн похож на S6, за исключением того, что он немного толще, имеет металлические заклепки и использует три физические навигационные клавиши вместо физической клавиши "домой" и емкостных клавиш "назад" и "меню", как у S6. S6 Active был выпущен с программным обеспечением, аналогичным S6, Android 5.0.2 с TouchWiz. Его аккумулятор емкостью 3500 мАч больше, чем у S6, и сохранил поддержку беспроводной зарядки. По сравнению с S6 у него есть дополнительное приложение Activity Zone, которое обеспечивает быстрый доступ к компасу, фонарику, секундомеру и Weather.

## Внешние ссылки
- att.com/cellphones/samsung/galaxy-s6-active.html — официальный сайт Samsung Galaxy S6 Active